# ゴードン・ノースコット事件
ゴードン・ノースコット事件（ゴードン・ノースコットじけん、Gordon Northcott）とはアメリカ合衆国で1920年代後半に発生した連続少年誘拐殺人事件である。別名をワインヴィル（現在のマイラ・ローマ）養鶏場連続殺人事件"Wineville Chicken Coop Murders"と呼ばれている。裁判で有罪になったのは3人の殺害であるが、本人いわく犠牲者は後述のウォルター・コリンズなど20人としている。
この事件の被害者の母親の身に起きた出来事をモチーフにした映画が2008年公開の『チェンジリング』であり、一連の犯罪の首謀者・ゴードン役をジェイソン・バトラー・ハーナーが演じた。
アメリカで発生した80年近く前の事件であることから、映画の作中では関係者全て実名である。

## 事件の概要
1926年、カリフォルニア州リヴァーサイド郡で養鶏場を営むゴードン・スチュアート・ノースコット（Gordon Stewart Northcott）は、カナダのサスカチュワンから当時14歳の甥のサンフォード・クラーク（Sanford Clark）を引き取っていた。
1928年2月にラ・プエンテの溝の中で、身元不明のメキシコ人少年の首のない死体が発見された。さらに近所の2人の兄弟がゴードンと一緒にいるところを目撃されたのを最後に行方不明になっていた。9月にロサンゼルス市警察はゴードンの養鶏場を捜査のために捜索したが、そこでメキシコ人少年の頭部を発見した。警察がクラークを追及したところ、ゴードンが2人の少年を性的虐待したうえで撲殺したことを自白した。またゴードンが母親のサラ･ルイーズ（Sarah Louise Northcott）の助けを借りて何人もの少年を誘拐しては、養鶏場に監禁し猥褻行為をした挙句に殺害した後、周辺に遺体を埋めていたことも判明した。
警察が捜索したところ骨片しか発見できなかったが、これはクラークの証言では証拠隠滅のために生石灰で処分したためであるというものであった。なお、当時21歳のゴードンは警察が養鶏場を捜索する前にカナダに逃亡していたが、ブリティッシュコロンビア州ヴァーノンで拘束され、カリフォルニアに送還され3人の殺害容疑で起訴された。
ゴードンは、連続少年誘拐殺人犯であった。彼は少年を誘拐してきて養鶏場に監禁し、自己の歪んだ性的欲求の捌け口にしただけでなく、時には金銭目当てに身元不明の同様な性的嗜好を持つ顧客に「貸し出して」いたというものであった。彼ら被害者の少年は飽きて必要がなくなれば撲殺して生石灰で肉を溶かし骨を養鶏場周辺の砂漠に遺棄されていた。この作業を手伝わされていたクラークが証言した遺棄現場からは大量の人骨が発見された。
クラークは事件の重大な証言をしたことから、司法取引の見返りとして刑事裁判では起訴されなかった。氏名の変更命令を出され少年院送致となり、その後カナダに強制送還された。彼は事件の関係者の中では最も長生きし家庭を構え1991年に死亡した。

## 事件の波紋と刑事裁判
裁判でゴードンはウォルター・コリンズらを殺害したことを認め、母親のサラも5人の殺害に関与したことを認めた。サラはメキシコ人少年を殺害した罪で1928年12月31日に終身刑が宣告されたが、検事によれば女性であるから死刑を免れたとされた。彼女は12年後に仮釈放されている。
一方のゴードンは、弁護人を雇わずに裁判をしたが、出鱈目で矛盾した供述を行い、結局のところ事件の全貌は明らかにならなかった。法廷でゴードンは精神異常者ではないと主張し、その主張が認められなかったために責任能力があるとして死刑が言い渡された。その後サン・クウェンティン刑務所の死刑囚監房に収監されたが、自らが犯した罪の大きさを認識したゴードンは、次第に精神の均衡を失い始め、死に至る病気になったと思いつめて一連の大量殺人の詳細をクリントン・ダフィ副所長に告白した。ゴードンは病気が回復した後の1930年10月2日に、恐怖に脅えながらサン・クウェンティン刑務所の刑場で死刑が執行された。

### クリスティン・コリンズに降りかかった災難

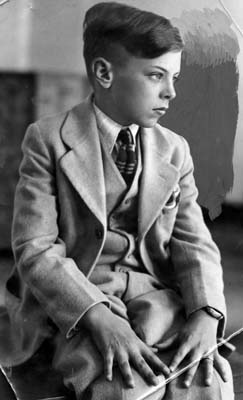
"発見"されたウォルター・コリンズという少年。後に偽者だと判明した。

ウォルター・コリンズ（当時9歳）は1928年3月10日にロサンゼルスの自宅から行方不明になっており、全米の注目を浴びていた。ロサンゼルス市警察は5ヵ月後にイリノイ州でウォルターを発見し、母親のクリスティンに引き渡した。しかし発見された少年は、成長期であるにもかかわらず身長が低くなっている、歯の治療記録、教師の証言により明らかにウォルターではなく別人であるとクリスティンは主張していた。
市警察はクリスティンの訴えに取り合わないだけでなく、彼女を「警察が認定した事実を認めない異常者」として精神病院（ロサンゼルス郡立病院精神科閉鎖病棟）に強制入院させた。だがゴードンの自白によりウォルターが殺害されていたことが明らかになり、クリスティンは退院する。もし警察が初めからきちんと捜査していればウォルターを救出できた可能性もあり、そもそも警察が連れてきた少年は何者かということが問題になった。
この異常な展開により、警察の癪に障った者は異常者と決め付け精神病院送りにするという当時の市警察の腐敗体質が暴露された。ウォルターとされた少年はアーサー・J・ハチンズ・ジュニア（Arthur J. Hutchins, Jr.）であった。彼が後に語った、自分がウォルターであると偽った理由は、継母と折り合いが悪く遠くに行きたかった、L.A.に行けば映画スターたちに会えると思ったためというものであった。ウォルター捜索の担当であった市警察失踪人課警部J・J・ジョーンズは明らかに違う事に気づくはずなのに、自身の功名心のためにアーサーの幼稚な芝居に加担したばかりか、真相究明を求めるクリスティンを精神病扱いした。彼女は自らを精神病院送りにしたジョーンズに対して民事訴訟を起こし勝訴したが、発見された骨片がウォルターのものかどうか判らなかったことから、息子の生存を終生信じていたという。ジョーンズとデーヴィス市警本部長は後に免職・罷免された。また再選を目指していた時の市長ジョージ・クライアー（en:George E. Cryer）も立候補を取りやめた。